# Boesenbergia ochroleuca
Boesenbergia ochroleuca là một loài thực vật có hoa trong họ Gừng. Loài này được (Ridl.) Schltr. mô tả khoa học đầu tiên năm 1913.